# Зграда на Тргу победе бр. 5 у Вршцу
Зграда на Тргу победе бр. 5 у Вршцу подигнута је 1870. године и представља споменик културе од великог значаја.

## Архитектура зграде
Зграду је подигао вршачки занатлија Еберхард Антал, стаклорезац и произвођач рамова за слике, касније продавац стакла и порцелана. Грађена је у комбинацији романтизма и сецесије, као угаони спратни објекат пословно-стамбене намене. Стамбени део се налазио на спрату, а радионице и продавнице стакла и порцелана у приземљу. Зидана је од тврдог материјала, малтерисана и бојена, са кровним покривачем од бибер црепа. Декоративном обрадом фасада наглашени су угаона кула са пирамидалном капом и пирамидалним кулицама које је фланкирају, балкон на спратном делу угла, са каменом масивном оградом и угаоним стубом са капителом степенасто изведен, који се налази на профилисаном угластом постољу, испод кога је усечени угао са улазом у локал, као и плитки ризалити који се завршавају забатима са троугаоним тимпанонима у врху и стубовима са стране. Једна од фасада акцентована је и еркером трапезасте основе, украшеним керамичким плочицама и порцеланским глазираним рељефима.
Конзерваторски радови рађени су 1970, 1990, 1999. и 2005. године.